# Søren Hansen
Søren Hansen (Kopenhagen, 21 maart 1971) is een Deense golfprofessional.
Hansen heeft gestudeerd aan de Houston Universiteit

## Amateur
In 1995 en 1996 gaat hij als amateur al naar de Tourschool, maar haalt geen spelerskaart. In 1997 wint hij het Deens Amateur strokeplay, haalt de Tourschool wél en wordt professional.

## Professional
Hansen werd op 26-jarige leeftijd professional. In 1999 haalde Hansen een tourkaart voor de Europese Tour.
In 2002 won hij op de Europese Tour het Iers Open na een 4-holes play-off tegen Richard Bland, Niclas Fasth en Darren Fichardt. Hoewel hij niet veel overwinningen op zijn naam had staan, kwam hij toch op de 7de plaats van de Europese ranglijst in 2007, en in de top-50 op de wereldranglijst.
In 2008 debuteerde hij bij de Ryder Cup.

### Gewonnen
Challenge Tour
- 1998: Navision Open Golf Championship in Denemarken

Europese Tour
- 2002: Iers Open
- 2007: Mercedes-Benz Championship

### Teams
- World Cup in 1998, 2001, 2002, 2005 , 2007, 2009.
- Ryder Cup: 2008